# Distrito 3 (condado de Webster, Nebraska)
El distrito 3 (en inglés: 3 District) es distrito ubicado en el condado de Webster en el estado estadounidense de Nebraska. En el año 2010 tenía una población de 725 habitantes y una densidad poblacional de 1,31 personas por km².

## Geografía
El distrito 3 se encuentra ubicado en las coordenadas 40°7′19″N 98°37′10″O / 40.12194, -98.61944. Según la Oficina del Censo de los Estados Unidos, el distrito tiene una superficie total de 552.37 km², de la cual 552.36 km² corresponden a tierra firme y (0%) 0 km² es agua.

## Demografía
Según el censo de 2010, había 725 personas residiendo en el distrito 3. La densidad de población era de 1,31 hab./km². De los 725 habitantes, el distrito 3 estaba compuesto por el 96.83% blancos, el 0.41% eran afroamericanos, el 0.14% eran amerindios, el 0.14% eran asiáticos, el 0% eran isleños del Pacífico, el 1.24% eran de otras razas y el 1.24% pertenecían a dos o más razas. Del total de la población el 3.45% eran hispanos o latinos de cualquier raza.